# 梁士彦
梁 士彦（りょう しげん、515年 - 586年）は、中国の北周から隋にかけての軍人。字は相如。本貫は安定郡烏氏県。

## 経歴
若いころは任侠をこととし、官に仕えなかった。北周のときに軍功により儀同三司となった。武帝が北斉を攻撃しようとしたとき、士彦の武勇と決断力を買って、扶風郡守から九曲鎮将に任じ、位を上開府に進め、建威県公に封じた。まもなく熊州刺史に転じた。
576年（建徳5年）、武帝の下で平陽城（晋州の州治）を落として、位は柱国に進み、使持節・晋絳二州諸軍事・晋州刺史に任じられた。武帝が帰還した後、北斉の後主自らが大軍を率いて平陽城を包囲した。士彦は外からの援軍もない中、孤軍で平陽城を守ることとなった。兵士たちはみな恐れていたが、士彦は意気高く泰然としていた。北斉軍の攻撃で平陽城はぼろぼろになったが、士彦は将士の先頭に立って励ました。北斉側の攻勢が小休止したあいだに、妻妾や軍民の子女を動員して、昼夜に城の設備を修築して立て直した。やがて武帝が大軍を率いて救援に現れると、北斉の軍は大敗して、平陽城の包囲は解かれた（平陽の戦い）。士彦は武帝の姿を見て、武帝の鬚を持ち、「臣いくばく陛下を見ずや」と泣いたので、武帝もまた涙を流した。ときに武帝は将士たちが戦いに疲れているのを見て、軍を返そうとした。士彦は馬を叩いて武帝を諫め、北斉が動揺しているこの機に乗じて攻めこむよう勧めた。武帝は士彦が平陽を守りきったことに感謝し、士彦の言に従った。577年（建徳6年）、北斉が平定されると、士彦は郕国公に封じられ、位は上柱国・雍州主簿に進んだ。
まもなく東南道行台・使持節・徐州総管・三十二州諸軍事・徐州刺史に任じられた。陳の将軍の呉明徹が侵攻してくると、士彦はたびたび敗戦して、州城を保つのみになり、あえて出撃しなかった。徐州城は陳軍の包囲を受け、水攻めにされた。578年（宣政元年）、王軌の援軍をえると、反撃して呉明徹・裴忌を呂梁で捕らえ、黄陵を破り、淮南の地をほぼ平定した。
580年（大象2年）、楊堅が丞相となると、亳州総管・二十四州諸軍事に転じた。尉遅迥が乱を起こすと、行軍総管となり、韋孝寛の下で乱を討った。河陽にいたり、尉遅迥の軍と対峙した。家僮の梁黙ら数人を先鋒とし、士彦がその後に続くと、当たるところ連勝した。勝利に乗じて草橋にいたり、尉遅迥の軍が再結集すると、士彦は進んで戦い、尉遅迥の軍を破った。鄴城を包囲すると、北門を攻めて入城した。
尉遅迥が平定されると、相州刺史に任じられた。しばらくして長安に召還されたが、文帝（楊堅）に嫌われ、閑居して用いられなかった。士彦は功績をたのんで待遇に恨みを抱き、宇文忻・劉昉らとともに反乱を計画した。586年（開皇6年）、文帝は裴通の上奏によって反乱計画を知った。文帝は士彦を晋州刺史に任じて喜ばせ、様子をみた。後に文帝は朝廷で士彦・宇文忻・劉昉らを捕らえさせ、詰問した。薛摩児が計画を自白したので、士彦は色を失い、薛摩児をかえりみて「おまえが私を殺すか」と言った。このため処刑された。享年は72。

## 子女
- 梁操（字は孟徳。伯父の後を嗣ぎ、上開府・義郷県公・長寧王府驃騎となった。早逝した。）
- 梁剛（字は永固。弱冠にして儀同三司。尉遅迥を平定した功績で、開府儀同三司を加えられた。突厥を討って功績があり、上大将軍・通政県公・涇州刺史となった。士彦の叛乱計画を泣いて諫め、士彦が処刑されると、瓜州に流された。）
- 梁叔諧（上儀同・広平県公・車騎将軍。士彦の罪に連座して処刑された。）
- 梁志遠（安定伯。士彦の罪に連座して処刑された。）
- 梁務（建威伯。士彦の罪に連座して処刑された。）

## 伝記資料
- 『周書』巻31 列伝第23
- 『隋書』巻40 列伝第5
- 『北史』巻73 列伝第61